# Helgeland
Helgeland (navnet har samme oprindelse som "Hålogaland") er en region og et landskap i Nordland fylke i Norge. Området dækker kommunerne fra grænsen til Nord-Trøndelag i syd og op til Saltfjellet i nord, hvor den grænser til regionen og landskapet Salten. Regionen har 78.400 indbyggere og dækker et areal på 17.936 km². Området har ingen selvstændig administration, men udstrakt interkommunalt samarbejde.
Helgeland består af kommunerne Sømna, Vevelstad, Vega, Bindal og Brønnøy i syd, 
Leirfjord, Dønna, Vefsn, Grane, Hattfjelldal, Herøy, Alstahaug og Træna i midten, 
og Hemnes, Nesna, Rana, Lurøy og Rødøy i nord.
Tidligere hørte også Meløy kommune til Helgeland. Den regnes nu som en del af Salten.

## Geografi
Området har vidtstrakte kyster med fjorde, som strækker sig et godt stykke ind i regionen. Ind mod grænsen til Sverige er der store skov- og fjeldområder med Oksskolten som det højeste fjeld. Polarcirklen går over Saltfjellet i det nordlige Helgeland.
Saltfjellet-Svartisen nationalpark, Børgefjell nationalpark og Lomsdal-Visten nationalpark er de største naturbeskyttelsesområder i regionen.

## Kultur
De fleste af de kommunale museer og bygdetun er organiseret i Helgeland Museum. En række af kommunerne har placeret kunstværker i naturen formidlet af det fylkeskommunale program Skulpturlandskap Nordland.

## Trafik
Hurtigruten anløber Brønnøysund, Sandnessjøen og Nesna, mens Nordlandsbanen har flere stoppesteder i det indre af Helgeland. Der findes kortbaneflyvepladser ved Brønnøysund, Sandnessjøen, Mosjøen og Mo i Rana. Kystrigsvejen (Rv17) og E6 er hovedfærdselsårer nord-syd, mens Rv76, Rv73, Rv78 og Rv12/E12 sikrer øst-vest forbindelser.
Torghatten Trafikkselskap, Helgeland Trafikkselskap samt Ofotens og Vesteraalens Dampskibsselskab har daglige afgange fra blandt andet Brønnøysund, Sandnessjøen, Stokkvågen og Vågaholmen. Hurtigbådsruten Nordlandsekspressen har en række anløb og går daglig mellem Bodø og Sandnessjøen.

## Langfredags-lavvande
Langsmed Helgelands kyst er langfredagsfjæra (= langfredagslavvande) et kendt begreb, for omkring langfredag indtræffer som regel et ekstremt lavvande.

## Eksterne links
- Portal for Helgeland

66°12′44″N 13°44′11″Ø / 66.2122°N 13.7364°Ø